# Памятник Марко Милянову
Памятник Марко Милянову — бронзовый памятник в городе Подгорица, Черногория. Марко Милянов Попович — знаменитый черногорский герой, воевода и писатель. Он отличался ясным умом, физической силой и мужеством.
Марко Милянов был первым военным и гражданским градоначальником в освобожденной от турок Подгорицы в 1879 году.

## Описание
Бронзовая статуя воеводы Марка Милянова была изготовлена по случаю столетия со дня его смерти. Автор памятника — академический скульптор Ото Лого. Открыт монумент 4 мая 2001 года.
Памятник расположен на Негошевой улице на площади перед зданием управы (администрации) Подгорицы.